# 洪順發
洪順發（1917年—1971年），字松山，臺灣臺南市人，為臺灣廟宇剪黏藝術著名匠師。除剪黏外，擅長廟宇堆花裝飾及雕塑。在臺灣本土剪黏藝術師承中，出身臺南府城系統兩大派的洪華一系。

## 生平
洪順發，人稱順發師，與匠師葉鬃皆師承自洪華，1949年因修繕台南市良皇宮時，得遇機緣而拜洪華為師。往下則傳承徒弟黃順安、潘英章、蔡廣及子洪英傑等四人。洪順發除廟宇裝飾藝術之外，亦擅長水墨畫、書法，為國風畫會創始成員，作品曾多次入選台灣美術展覽會。

## 作品
可見於台南開元寺、良皇宮、高雄鳳山媽祖宮等處。